# Constante de Chaitin
La constante de Chaitin (o número omega de Chaitin o probabilidad de parada) es la probabilidad de que un programa elegido al azar detenga correctamente una máquina de Turing determinada. Al ser una probabilidad ha de ser un número entre 0 y 1. 
Sea P el conjunto de todos los programas que se detienen, y |p| el tamaño en bits de un programa p, Ω está definida de la siguiente manera:

{\displaystyle \Omega =\sum _{p\in P}2^{-|p|}}

## Historia
Gregory Chaitin, en los años 1960 y casi a la vez que Andréi Kolmogórov, estableció la siguiente definición de objeto algorítmicamente aleatorio: aquel imposible de ser generado por un programa más corto que sí mismo. También demostró que todo número algorítmicamente aleatorio era normal (sea cual sea la base elegida, todos los dígitos aparecen con igual frecuencia, como si hubieran sido generados mediante sucesivos lanzamientos de un dado).
Recordemos que una máquina de Turing es un ordenador simple, pero que con ella se pueden computar todas las tareas computables.

## Propiedades
- Esta constante no es computable. Es posible conocer u obtener los primeros dígitos, pero a partir de cierto decimal (que depende de la codificación elegida) no es posible conocer u obtener más.
- Es un número real b-normal y algorítmicamente incompresible, o en una terminología equivalente es un número e algorítmicamente aleatorio. Esto es decir bastante más de lo que parece a simple vista. Supone que no puede comprimirse en un programa más breve que él mismo. Un número irracional como π o e, a pesar de tener infinitos decimales no periódicos, puede ser generado correctamente hasta el decimal enésimo por un programa de muy pocas líneas que, ejecutado en un ordenador, vaya escribiendo los sucesivos decimales. Por lo tanto es comprimible, y no es algorítmicamente aleatorio.

No solamente no se puede calcular este número, sino que nunca se pueden saber cuáles son sus bits, porque esa información, como dijo Chaitin, "es matemáticamente incompresible e incomprensible, las palabras son muy semejantes. Para obtener los n primeros bits de Ω se necesita una teoría de n bits, de complejidad igual al fenómeno que se quiere estudiar. Eso significa que no se gana nada razonando".
Existen programas muy cortos que generan {\displaystyle \pi } con sus infinitos decimales, luego la complejidad intrínseca (inherente y propia del elemento) de π es pequeña; no es algorítmicamente aleatorio. El conjunto de Mandelbrot, con sus recovecos infinitos y volutas bellísimas es generable también por programas muy cortos, por lo tanto posee muy poca complejidad en el sentido de Kolmogórov.
Nuestro Ω no tiene estructura: es puro azar a pesar de estar perfectamente definido.
Kolmogórov ha ideado el concepto de complejidad (cantidad de información) de un objeto como el número de bits del programa más conciso capaz de generarlo.